# Peter Scholl-Latour
Peter Roman Scholl-Latour (9 tháng 3 năm 1924 – 16 tháng 8 năm 2014) là một nhà báo người Đức Pháp, ông chuyên viết sách báo về các đề tài chính trị thế giới.

## Tiểu sử
Peter Scholl-Latour, sinh ra ở Bochum, Cộng hòa Weimar, là con của bác sĩ Otto Scholl-Latour, người mà sinh ra ở Saarland và lớn lên ở vùng Lothringen, mẹ ông người gốc Do thái quê ở vùng Alsace.
Vì đối lập với chính sách của Hitler, và để cho con khỏi bị nền giáo dục của Đức Quốc xã nhồi sọ, cha mẹ ông đã gởi ông đi học một trường nội trú công giáo tại một vùng nói tiếng Pháp bên Thụy Sĩ.
1940, khi chính quyền Đức Quốc xã cấm chuyển tiền ra ngoại quốc, ông phải trở về Đức học và lấy bằng tú tài ở Kassel, nơi mẹ ông sống sau khi ly thân với cha ông vì áp lực của chính quyền, vào năm 1943.
Trong cuốn sách Leben mit Frankreich – Stationen eines halben Jahrhunderts (Những liên hệ với Pháp - các trạm đường trong nửa thế kỷ) ông tường thuật là sau khi nước Pháp được giải phóng từ sự chiếm đóng của Đức vào năm 1944, ông muốn làn đơn tình nguyện gia nhập quân đội Pháp. Nhưng ông thất bại, không vào được khu vực kiểm soát của Pháp ở Metz, sau đó quyết định, nhập vào quân đội du kích của Titos. Tuy nhiên ông đã bị bắt ở Steiermark và vào năm 1945 bị giam bởi Gestapo ở Graz, Wien và Praha. Trong tù ông bị bệnh sốt cháy rận (typhus) và được đưa vào bệnh viện.
Sau khi khỏi bệnh Scholl-Latour 1945/1946 gia nhập đoàn nhảy dù Pháp Commando Ponchardier, được đưa đến Việt Nam. Từ năm 1948 ông học tại Universität Mainz và Sorbonne ban đầu nửa năm Y khoa, sau đó Bác ngữ học và Khoa học chính trị. 1951 ông được bằng cử nhân về khoa học chính trị tại đại học Sorbonne, rồi cũng lấy bằng tiến sĩ ở đó về Rudolf G. Binding. Từ 1956 tới 1958 ông học môn Ả Rập học và Hồi giáo tại trung tâm ngôn ngữ Bikfaya thuộc Beirut Université Saint-Joseph và lấy bằng cử nhân ở đây.

### Ký giả
Scholl-Latour trong khi còn đi học đã làm việc cho báo chí Đức, Pháp và các đài truyền thanh như là phóng viên du lịch. Ông ta đã tập sự 1948 tại Saarbrücker Zeitung. Để viết bài ông đã đi khắp châu Mỹ, châu Phi, vùng Cận Đông và nhiều vùng ở Đông Nam và Đông Á.
Từ năm 1954 cho tới 1955 ông đã là phát ngôn viên của chính phủ Saarland. 1956 ông quyết định chọn nghề phóng viên và đi nhiều nước châu Phi và Đông Nam Á. Từ 1960 cho 1963 ông là phóng viên châu Phi thường trực của đài truyền hình Đức ARD. 1963 ông thành lập Văn phòng ARD ở Paris, mà ông chịu trách nhiệm cho tới năm 1969. Sau khi ông chuyển sang làm cho đài truyền hình ZDF (1971) chịu trách nhiệm cho tất cả các văn phòng hải ngoại, từ 1975 cho tới 1983 ông lãnh đạo thêm cả văn phòng ZDF ở Paris.
Scholl-Latour thường xuyên đi từ Paris tới Việt Nam với tư cách là một phóng viên đặc biệt, nơi ông và đoàn chiếu phim 1973 bị phía Mặt trận giải phóng miền Nam bắt giữ, tuy nhiên họ được thả ra sau một tuần. 1976 ông lại đến Việt Nam, 1978 Canada, 1980 Campuchia und 1981 Trung Quốc và Afghanistan. Từ 1978 Scholl-Latour có liên lạc với Ayatollah Chomeini, mà lúc đó đi tỵ nạn ở Pháp. Ông thuộc trong những phóng viên ưu tiên, được đi theo máy bay nhà lãnh tụ cách mạng này khi ông ta quay trở về Iran, và sau đó trong những tháng trời cách mạng nhiều lần được phỏng vấn ông ta.

### Gia đình
Scholl-Latour, có cả quốc tịch Đức lẫn Pháp, sống hoặc ở Bad Honnefer tại làng Rhöndorf, Berlin và Parisvag một căn nhà ở Tourrettes-sur-Loup  gần Nizza. Ban đầu ông kết hôn với ký giả Er Gertrud Knies (sinh tháng 2 năm 1924), cả hai có chung một người con trai, là bác sĩ như ông nội, và hiện sống ở Tân Tây Lan. Sau khi ly dị Scholl-Latour 1985 làm đám cưới với Eva Schwinges.
Vào ngày 16 tháng 8 năm 2014 ông qua đời ở tuổi 90 tuổi tại Rhöndorf.

## Sách báo về ông
- Günter Giesenfeld: Von Jean Hougron zu Scholl-Latour. In: Thomas Koebner, Gerhart Pickerodt (Hrsg.): Die andere Welt – Studien zum Exotismus. Athenäum Verlag 1987, ISBN 3-610-08925-3, S. 307–344. (verortet Scholl-Latours Werke in einer Tradition kolonialistischer Belletristik)
- Verena Klemm, Karin Hörner (Hrsg.): Das Schwert des „Experten". Peter Scholl-Latours verzerrtes Araber- und Islambild. Palmyra Verlag, 1993, ISBN 3-9802298-6-6.
- Peter Scholl-Latours Fernsehserie „Das Schwert des Islam". In: Siegfried Jäger, Jürgen Link (Hrsg.): Die vierte Gewalt. Duisburg 1993, ISBN 3-927388-36-X.
- Dokumentation der 8. Siebenpfeiffer-Preisverleihung am 9. November 2003 an Peter Scholl-Latour. Siebenpfeiffer-Stiftung c/o Saarpfalz-Kreis, 2004, ISBN 3-9807983-2-1.